# Sporting Hockey Club Saint Gervais
Die Aigles de Saint Gervais (offizieller Name: Sporting Hockey Club Saint Gervais) sind eine französische Eishockeymannschaft aus Saint-Gervais-les-Bains.

## Geschichte
Der Sporting Hockey Club Saint Gervais spielte ab den 1950er Jahren regelmäßig in der höchsten französischen Eishockeyspielklasse. Ab Ende der 1960er Jahre gehörten die Aigles de Saint Gervais zu den erfolgreichsten Eishockeymannschaften des Landes und gewannen in den Jahren 1969, 1974, 1975, 1983, 1985, 1986 jeweils den nationalen Meistertitel. Zur Saison 1986/87 schloss sich die Profiabteilung mit dem benachbarten Club des Sports de Megève zusammen. Als Resultat der Kooperation entstand der Mont-Blanc HC. Aufgrund finanzieller Probleme des Mont-Blanc HC traten Megève und Saint Gervais ab 1989 wieder mit getrennten Profimannschaften an, ehe man 2002 das Projekt Mont-Blanc HC neu startete. Seit der erneuten Fusion der Profiabteilung verfügt Saint Gervais nur noch über eine Juniorenabteilung.

## Bekannte ehemalige Spieler
- Stéphane Botteri
- Fabrice Lhenry